# یهودا گلیک
یهودا گلیک (عبری: יהודה גליק‎؛ زادهٔ ۲۰ نوامبر ۱۹۶۵) یک خاخام راستگرای اسرائیلی است که حامی ورود یهودیان به محوطه حرم شریف قدس برای نیایش می‌باشد. او به دلیل این باور در سال ۲۰۱۴ از سوی یک عرب فلسطینی به نام معتز حجازی مورد حمله قرار گرفت.